# Попис становништва у СФРЈ 1991: Нови град (Сарајево)
По последњем службеном попису становништва из 1991. године, општина Нови Град (једна од градских општина Града Сарајева) је имала 136.616 становника, распоређених у 3 насељена места.

## Национални састав
| Становништво општине Нови Град |                 |                 |                 |
| година пописа                  | 1991.           | 1981.           | 1971.           |
| Муслимани                      | 69.430 (50,82%) | 33.391 (41,44%) | 37.147 (33,22%) |
| Срби                           | 37.591 (27,51%) | 22.190 (27,54%) | 45.806 (40,96%) |
| Хрвати                         | 8.889 (6,50%)   | 6.612 (8,20%)   | 17.491 (15,64%) |
| Југословени                    | 15.580 (11,40%) | 14.055 (17,44%) | 5.798 (5,18%)   |
| остали и непознато             | 5.126 (3,75%)   | 4.311 (5,35%)   | 5.569 (4,98%)   |
| укупно                         | 136.616         | 80.559          | 111.811         |

На попису становништва из 1971. године, општина Нови Град је била јединствена са општином Ново Сарајево.

## Национални састав по насељеним местима,1991.

### апсолутна етничка већина
| Национални састав становништва општине Нови Град, по насељеним местима, према попису из 1991. |         |           |        |        |             |        |
| насељено место                                                                                | укупно  | Муслимани | Срби   | Хрвати | Југословени | остали |
| Бојник                                                                                        | 108     | 46        | 56     | 1      | 5           | 0      |
| Речица                                                                                        | 187     | 1         | 166    | 8      | 11          | 1      |
| Сарајево (део нас. места)                                                                     | 136.321 | 69.383    | 37.369 | 8.880  | 15.564      | 5.125  |
| укупно                                                                                        | 136.616 | 69.430    | 37.591 | 8.889  | 15.580      | 5.126  |